# گونسالو راموس (بازیگر)
گونسالو راموس (اسپانیایی: Gonzalo Ramos‎؛ زادهٔ ۱۹ سپتامبر ۱۹۸۹) خواننده و بازیگر اهل اسپانیا است. وی به زبان‌های اسپانیایی، انگلیسی، فرانسوی و پرتغالی سخن می‌گوید.
از فیلم‌ها یا برنامه‌های تلویزیونی که وی در آن نقش داشته است، می‌توان به خانواده بی‌نقص، نابغه، مردان پاکو، بیمارستان مرکزی، فیزیک یا شیمی، دزدی از دزد و جای اژدها اشاره کرد.